# 감마 에스니키
감마 에스니키(그리스어: Γ΄ Εθνική Ερασιτεχνική Κατηγορία)는 그리스의 3부에 해당하는 아마추어 리그이다. 현재 69개의 팀이 참가하고 있다.

## 역사
1965년, 아마추어 챔피언십이라는 이름으로 설립되었다. 당시에는 아마추어 팀들이 여러 개가 우승해서 2부 리그로 승격되었다. 1983년에는 프로 리그로 변경되었고 북부 지부와 남부 지부로 나뉘어 감마 에스니키라는 리그명으로 2개 디비전의 우승 팀을 승격시켰다.
2010년 8월 3일, 2부 리그인 풋볼 리그와 동시에 기존의 리그명이었던 감마 에스니키로부터 리그명을 풋볼 리그 2로 변경하였다. 2013-14시즌부터 2012-13 시즌까지 있었던 4부 리그와 합병되면서 3번째 디비전이 생겨났고, 3번째 디비전은 구단들이 위치해 있는 연고지에 따라 6개의 그룹으로 나뉘며 다시 아마추어로 변경되었다.
2014-15 시즌부터 2016-17 시즌까지는 구단 연고지에 따라 4개의 그룹으로 나누어 경기를 하였다. 각 그룹의 1위팀은 풋볼 리그로 승격되었다.
2017-18 시즌부터는 연고지에 따라 각 팀을 8개의 그룹으로 나누어 경기를 하고 있으며 각 그룹의 1위팀을 두 그룹으로 나누어 플레이 오프 경기를 가진다. 플레이 오프에서 각 그룹의 2위팀까지 풋볼 리그로 승격된다.
2019년에 수페르리가 2 리그의 신설로 리그 등급이 기존의 3부에서 4부 리그로 변경되었다.
2021년에는 풋볼 리그가 폐지되면서 다시 3부 리그로 바뀌었다.